# Heteroponera microps
Heteroponera microps is een mierensoort uit de onderfamilie van de Heteroponerinae. De wetenschappelijke naam van de soort is voor het eerst geldig gepubliceerd in 1957 door Borgmeier.